# Periodismo durante el Porfiriato
El periodismo durante el Porfiriato, fue la actividad de la prensa y los medios de comunicación en México durante el periodo de gobierno del presidente Porfirio Díaz (1877-1911) quien gobernó el país durante 35 años, en 9 periodos sucesivos.
La actividad periodística durante esta etapa histórica de México fue caracterizada por su alta combatividad al régimen la cual fue disminuyendo paulatinamente gracias a las medidas represivas que la administración tomaba frente a la prensa crítica, mientras muchas otras fuentes informativas fueron cooptadas como parte de la prensa oficial.(citarequerida) En este periodo se inauguró una nueva forma de represión contra la prensa, hasta entonces desconocida: la eliminación por presión económica. La prensa empezó a concebirse como empresa, se inició el abaratamiento y la popularización del periódico

## Prensa durante los primeros años
Una vez consumado el Plan de Tuxtepec, y ante la inminente victoria de las tropas del general Porfirio Díaz, este llegó al poder el 28 de noviembre de 1876, iniciando así su primer mandato presidencial.
El general Díaz asumió la presidencia impulsado por una gran parte del ejército y de pensadores liberales, los cuales estaban fuertemente influenciados por las ideas del positivismo.  Por este motivo Díaz era considerado un hombre moderno en su época, lo cual en un principio le evitó problemas mayores con la prensa al inicio de su mandato, pero continuaba siendo un centro de debate político entre liberales y conservadores.
A finales de su primer mandato y conforme el país se fue pacificando, el régimen de Díaz fue atacado con mayor continuidad por la prensa crítica, la cual fue perdiendo fuerza una vez que se designó al entonces Ministro de Guerra y Marina, Manuel González.
Es importante destacar que la política hacía la prensa y los intelectuales durante la primera etapa del periodo porfiriano se caracterizó por la “concesión y conciliación”, orientada a invitar y acercar a los grupos de intelectuales y de prestigiosas periodistas al gobierno del general Díaz, utilizando como medio un gran número de concesiones políticas y económicas, cargos en la administración pública e incluso convirtiéndolos en legisladores locales y federales. Algunos de ellos fueron intelectuales de gran renombre como Federico Gamboa, Francisco Bulnes o Salvador Díaz Mirón.

## El comienzo de las medidas represivas
Durante el gobierno de Manuel González, iniciaron algunos conflictos con la prensa, que tomaba una posición cada vez más crítica hacia el gobierno, teniendo como reacción un decreto emitido por el presidente en 1882, conocido como la Ley Mordaza,. La medida establecía que cualquier periodista podía ser aprehendido, encarcelado, y enjuiciado por denuncias de cualquier ciudadano. Este decreto representó uno de los peores golpes al periodismo libre en el siglo XIX, los casos de víctimas de esta ley como Ricardo Ramírez e Ignacio Chávarri fueron de los más conocidos en la época, sin embargo existió un número incalculable de escritores y de periodistas que pasaron largos años en prisión como consecuencia de este decreto presidencial.
Porfirio Díaz aunque nunca estuvo fuera del poder, regresó oficialmente a la presidencia de la república en 1884, esta vez con la intención de acrecentar su poder y de extender su mandato de manera indefinida, dándose a lugar su reelección presidencial de manera ininterrumpida hasta más allá del siglo XX. Una vez establecido nuevamente en el poder, las actuación de Díaz fue alejándose de los ideales liberales con los cuales había ganado gran simpatía en los círculos pensantes de la época, viéndose obligado a cooptar de manera política y económica a este sector de manera más frecuente. Sin embargo al paso de los años cada vez un mayor número de pensadores comenzaban a distanciarse y a criticar el régimen del presidente Díaz.
La prensa fue uno de los más claros ejemplos de esta situación. Díaz comenzó a utilizar las “subvenciones”, es decir, depósitos quincenales o mensuales hacia ciertos periódicos, con el motivo de evitar que estos criticaran al régimen o debilitaran la figura del presidente Díaz. Esta práctica fue uno de los métodos de control más utilizados durante el Porfiriato. Sin embargo al paso de los años y conforme se fue fortaleciendo el poder de Díaz, las medidas en contra de los medios de comunicación se endurecieron, obligando a muchos de ellos a cerrar sus puertas, se calcula que a mediados de 1888 existían alrededor de 130 diarios y semanarios, mientras que a finales de 1911 solo subsistían 54.[cita requerida]

## La prensa como medio de control social
Uno de los semanarios más populares en el régimen fue El hijo del Ahuizote, fundado por Daniel Cabrera en agosto de 1885 y que recibió aproximadamente un millón de pesos anuales en materia de “subvenciones”, gasto que era equiparable con el costo de la cámara de diputados en aquella oca.
Otro de los periódicos de gran influencia en la época fue El Imparcial fundado en 1896 por Rafael Reyes Espindola, fue un diario que llegó a ser considerado como el periódico del partido científico,  por su cercanía a este grupo de poder.
Entre los periódicos de menor importancia pero con amplia actividad local figuran La revista, El orden social de Monterrey, El reproductor popular en Puebla, La constitución en Laredo, o La sombra de Juárez en Guadalajara. Sin embargo el papel que jugó la prensa local se limitó solamente a criticar los gobiernos locales, y algunos de los cacicazgos regionales de la época, sin lograr tener impacto mayor y en su mayoría fueron proyectos periodísticos de corta duración.
Por otra parte, como medida de control obrero y social, se impulsaron periódicos obreros dirigidos por personas cercanas al régimen, y quienes pretendían controlar cualquier intento de rebelión sindical. Ejemplos de estos periódicos fueron El socialista y El proletariado, los cuales claramente recibían subvenciones gubernamentales[cita requerida], incluso hasta las publicaciones comerciales también estaban influenciadas por el gobierno, ejemplo de esto, son publicaciones de la época como La semana mercantil.
El control de la prensa por medio de las subvenciones fue tan extendido, que se calculaba que para 1888 el gobierno tenía en su nómina al menos 30 periódicos y semanarios en la capital del país, y 27 más en los estados de la república, teniendo un control casi total de la prensa durante la segunda mitad del Porfiriato.[cita requerida]
Sin embargo aún existían focos críticos al régimen, en 1888 el diario zacatecano El monitor republicano publicó un duro artículo en contra del régimen de Díaz el cual expresaba:

Resulta imposible la operación de envilecer a un pueblo a fin de hacerlo rico y feliz. La democracia será una ficción y la libertad una patraña, pero sin ellas también lo es la prosperidad nacional
[cita requerida]

crítica que movilizó a obreros y provocó protestas, ante las cuales Díaz le recomendó al gobernador de dicha entidad el encarcelar a los responsables de aquella publicación por algunos años.
La actitud frente a los periodistas disidentes del régimen fue bastante dura, el encarcelamiento fue la medida tradicional para reprimir a quienes criticaban al régimen, siendo tan elevado el número de periodistas encarcelados que incluso el gremio periodístico llegó a pensar en construir una biblioteca en la cárcel de la capital para sus prisioneros.
Otros periódicos críticos de la época fueron Regeneración, Restauración, Democracia Cristiana, El imparcial, entre muchos otros, los cuales fueron reprimidos por el régimen, ejemplo de ello fueron los Hermanos Flores Magón editorialistas del periódico Regeneración quienes fueron juzgados y encarcelados.

## Últimos años
En los últimos años del periodo porfiriano, el control de la prensa por medio de subvenciones fue cada vez más difícil, por lo cual la censura se volvió cada vez más desgastante y feroz. Periódicos como El demócrata fueron clausurados arbitrariamente, también las imprentas de diarios como El 93 y La oposición fueron clausuradas. En los estados de las república, aquellos periódicos que alguna vez fueron tolerados por su aparente carácter inofensivo, fueron obligados a cerrar y sus editorialistas fueron encarcelados en casos como el de El panadero de Guadalajara, El libre examen, de Mérida; El renacimiento, de Aguascalientes; El tribuno, de Zacatecas; La unión, de Veracruz, entre muchos otros periódicos locales que fueron censurados
A finales de 1905, Madero afirmaba en la carta dirigida a Vidal Garza Pérez: "Nosotros no podemos depender de ellos porque son unos periodistas sumamente exaltados y apasionados como lo demuestran en el manifiesto que publicaron y en sus artículos de Regeneración
Además de los periódicos liberales de oposición, figuraron particularmente 3 diarios católicos, El nacional, El tiempo, La voz de México, otros periódicos que comenzaron a tomar fuerza en el norte del país fueron Correo de Sonora en Guaymas, Nuevo Mundo de Torreón, y La opinión y El dictamen en Veracruz, los cuales fueron sembrando la semilla de la inconformidad en la consciencia social de la época, factor que influyó notablemente para acrecentar el descontento social hacia el régimen dictatorial de Porfirio Díaz. Por tales motivos las oleadas de represión y de censura fueron cada vez más frecuentes y feroces en contra de la prensa, siendo en 1910 cuando los periódicos El Paladín, Redención, El Constitucional, y Diario del Hogar cerraron sus puertas, y sus editorialistas pasaron a formar parte de la gran cantidad de periodistas encarcelados durante esta última etapa del Porfiriato.

## Activismo periodístico de los hermanos Flores Magón
El activismo periodístico de los hermanos Enrique, Ricardo y Jesús Flores Magón, fue el principal antecedente que los caracterizó en su lucha revolucionaria, y fue justamente en el periodismo donde surgieron las principales ideas y conceptos que los llevaron a posteriormente formar el Partido Liberal Mexicano.
Su actividad periodística inició en 1893 cuando colaboraron en la edición del periódico El Demócrata. Jesús trabajaba en el diario como redactor, Ricardo como corrector de pruebas y Enrique como ayudante de imprenta y redacción. Durante un golpe del gobierno en contra del diario, Jesús y varios colaboradores fueron aprehendidos y posteriormente encarcelados, Ricardo audazmente logró escapar de ese operativo policial disfrazado de impresor.
Iniciando el siglo XX, los Hermanos Flores Magón participaron activamente en la actividad periodística, cada día orientándose a fomentar una corriente política crítica y subversiva en contra del régimen de Díaz.
En este contexto es cuando lograron establecer el mencionado Regeneración y a su vez comenzaron a participar en la edición del periódico El hijo de El Ahuizote, ambos censurados por parte del gobierno de Porfirio Díaz, ya que representaban la prensa más crítica y la nueva corriente de ideas que poco a poco fue permeando en la sociedad en perjuicio del régimen. Su participación fue la muestra más clara de cómo la prensa libre durante la última etapa del Porfiriato fue una de las armas fundamentales para el debilitamiento del régimen y su posterior caída.
Durante esta etapa de lucha política-periodística los Hermanos Flores Magón fueron encarcelados en varias ocasiones, siendo finalmente expulsados del país en 1904.